# Gwijde van Montfort
Gwijde van Montfort (circa 1170 - Varilhes, 31 januari 1228) was van 1188 tot aan zijn dood heer van La Ferté-Alais en Bréthencourt en van 1211 tot aan zijn dood heer van Castres. Hij behoorde tot het huis Montfort-l'Amaury.

## Levensloop
Gwijde was de tweede zoon van Simon van Montfort uit diens huwelijk met Amicia, dochter van Robert de Beaumont, de derde graaf van Leicester. Na de dood van zijn vader werd hij in 1188 heer van La Ferté-Alais en Bréthencourt.
In 1189 nam hij deel aan de Derde Kruistocht. Vermoedelijk bleef Gwijde tot 1192 in Palestina, toen ook de Engelse koning Richard Leeuwenhart de regio verliet. Tien jaar later, in 1202, nam hij met zijn broer Simon IV deel aan de Vierde Kruistocht. De broers vonden het niet kunnen dat tijdens deze kruistocht christelijke steden werden aangevallen en na het Beleg van Zadar verlieten ze het kruisvaardersleger. Vervolgens trokken ze via Hongarije naar Palestina. Na aankomst in Jaffa namen Simon IV en Gwijde deel aan de veldtocht van koning Amalrik II van Jeruzalem richting Tiberias. 
Amalrik II bedankte Gwijde voor zijn diensten door hem uit te huwelijken aan Helvis van Ibelin, dochter van Balian van Ibelin, heer van Nablus, en weduwe van graaf Reginald van Sidon. Door het huwelijk werd Gwijde tot in 1210 ook regent van het graafschap Sidon namens zijn minderjarige stiefzoon Balian. In 1211 werd hij tevens heer van Castres.
Later keerde hij terug naar Frankrijk en tussen 1212 en 1228 nam hij deel aan verschillende militaire ondernemingen in de Albigenzische Kruistochten, die zijn broer Simon IV aanvoerde. Bij de belegering van Toulouse in 1218 werd Gwijde zwaar verwond met een kruisboog, terwijl zijn broer Simon dodelijk getroffen werd door een steen uit een katapult. In januari 1228 sneuvelde hij bij de verdediging van Varilhes in de buurt van Pamiers tegen graaf Rogier Bernard II van Foix. Hij werd bijgezet in het klooster Hautes-Bruyères in Saint-Rémy-l'Honoré.

## Nakomelingen
Met zijn eerste echtgenote Helvis kreeg Gwijde twee kinderen: Filips I (1206-1270), heer van Castres en heer van Toron en Tyrus, en Pernella, die zuster in het klooster Saint-Antoine des Champs in Parijs werd.
Ten laatste in 1224 huwde hij met zijn tweede echtgenote Briende van Beynes, weduwe van Lambert van Thury, heer van Lombres. Ze kregen twee dochters en een zoon: Alicia en Agnes, beiden kloosterzusters in het Port-Royal des Champs, en Gwijde (overleden in 1254), heer van Lombres en kruisvaarder in de Zevende Kruistocht.